# 盘湖庵
盘湖庵，位于中国广东省梅州市大埔县湖寮双髻山，为梅州市大埔县的一个县级文物保护单位，类型为古建筑，公布时间为1985年4月。
盘湖庵的历史年代为清代。